# Arnold Scholten
Arnold Scholten ('s-Hertogenbosch, 5 december 1962) is een voormalig Nederlands betaald voetballer en international. Scholten, die zijn profcarrière begon bij FC Den Bosch, heeft in zijn verdere profcarrière bij de volgende profclubs gespeeld: Ajax, Feyenoord en het Japanse JEF United. Scholten sloot zijn voetbalcarrière vervolgens af bij FC Den Bosch.
De "Witte Socrates" presteerde het om van Ajax naar de grote rivaal Feyenoord te gaan, om vervolgens later weer terug te keren naar Ajax. Naast nationale prijzen met Ajax won hij met deze club ook zijn internationale grote prijzen, zoals de Europacup II in 1987 en later, in 1995, de wereldbeker voor clubteams en de UEFA Super Cup. Hij bereikte er ook een jaar een halve finale (1996/97) en een finale (1995/96) van de UEFA Champions League. 
Bij Feyenoord won hij vier nationale bekers, de eerste editie van de Nederlandse Supercup en een landskampioenschap. Hij behaalde tevens de halve finale van de Europacup II in 1991/92. Scholten stopte in 2001 met betaald voetbal en heeft sindsdien verschillende functies bekleed bij FC Den Bosch, RKC Waalwijk en Feyenoord.
In het jaar 2003 vertrok hij naar RKC Waalwijk waar hij vier seizoen als jeugdtrainer heeft gewerkt. Daarna heeft hij nog enige tijd bij Feyenoord gefungeerd als jeugdtrainer. Daarna keerde hij terug naar zijn jeugdliefde FC Den Bosch. Tot 2013 was hij assistent trainer, vanaf juli 2013 is hij hoofd opleidingen. Vanaf 2016 was hij tevens trainer van het beloftenteam van FC Den Bosch, dat uitkomt in de Derde divisie op zondag. In september 2017 werd Scholten trainer van Feyenoord onder 19, dat vanaf het seizoen 2019/20 eveneens dienst doet als Jong Feyenoord.

## Erelijst
| Competitie                 |        |                        |      |      |
| Competitie                 | Aantal | Jaren                  |      |      |
| Ajax                       | Ajax   | Ajax                   | Ajax | Ajax |
| -------------------------- | ------ | ---------------------- | ---- | ---- |
| Mondiaal                   |        |                        |      |      |
| Wereldbeker voor clubteams | 1×     | 1995                   |      |      |
| Internationaal             |        |                        |      |      |
| Europacup II               | 1×     | 1986/87                |      |      |
| UEFA Super Cup             | 1×     | 1995                   |      |      |
| Nationaal                  |        |                        |      |      |
| Eredivisie                 | 1×     | 1995/96                |      |      |
| KNVB beker                 | 1×     | 1986/87                |      |      |
| Nederlandse Supercup       | 1×     | 1995                   |      |      |
| Feyenoord                  |        |                        |      |      |
| Eredivisie                 | 1×     | 1992/93                |      |      |
| KNVB beker                 | 4×     | 1991, 1992, 1994, 1995 |      |      |
| Nederlandse Supercup       | 1×     | 1991                   |      |      |
| FC Den Bosch               |        |                        |      |      |
| Eerste Divisie             | 2×     | 1998/99, 2000/01       |      |      |